# La Chèvre d'or
Pour plus de détails, voir Fiche technique et Distribution.
La Chèvre d'or est un film français réalisé par René Barberis et sorti en 1943.

## Fiche technique
- Titre : La Chèvre d'or
- Réalisateur : René Barberis
- Scénario : René Barberis, d'après le roman de Paul Arène
- Dialogues : Pierre Bost
- Photographie : René Colas
- Décors : René Moulaert
- Son : Lucien Lacharmoise
- Musique : Henri Collet
- Montage : Charlotte Guilbert
- Société de production : La Société des films Sirius
- Pays :  France
- Durée :  90 minutes
- Date de sortie : France, 31 mars 1943

## Distribution
- Jean Murat - Vallensol
- Yvette Lebon - Norette
- Antonin Berval - Galfar
- Félix Oudart - Le maire
- René Génin - L'abbé
- Marcel Maupi - L'aubergiste
- Mathilde Alberti - Saladine
- Henri Poupon - Patron Ruf
- Maurice Schutz - Peu-Parle
- Roger Gaillard - Blaise Pascal
- Armand Meffre - Honorat
- Roland Valade